# Leszek Kałek
Leszek Kałek (ur. 4 czerwca 1955 w Poznaniu, zm. 18 listopada 2016 w Katowicach) – polski lekkoatleta, skoczek wzwyż, medalista mistrzostw Polski.

## Kariera sportowa
Był zawodnikiem AZS Poznań.
W 1976 zdobył srebrny medal mistrzostw Polski seniorów w skoku wzwyż. 
W latach 1973–1978 reprezentował Polskę w czterech meczach międzypaństwowych (bez zwycięstw indywidualnych).
Jego żoną była Lucyna Langer-Kałek.
Rekordy życiowe: 
- skok wzwyż – 2,23 (29.08.1976)[1]